# PR-566
A Rodovia PR-566 é uma estrada pertencente ao governo do Paraná que liga a rodovia PR-562 (no território de Coronel Vivida) à rodovia PR-180 (no território de Francisco Beltrão), passando por Itapejara d'Oeste.

## Denominação
- Rodovia Antônio de Paiva Cantelmo, no trecho entre Francisco Beltrão e Itapejara d'Oeste, de acordo com o Decreto Estadual 3.514 de 16/08/1988.[1]

## Trechos da Rodovia
A rodovia possui uma extensão total de aproximadamente 46,6 km, podendo ser dividida em 4 trechos, conforme listados a seguir:
| Ponto de referência                      | Extensão do trecho | Extensão acumulada | Situação    |
| ---------------------------------------- | ------------------ | ------------------ | ----------- |
| Entroncamento PR-562 (Vista Alegre)      | ---                | 0 km               | ---         |
| Entroncamento PR-493 (Itapejara d'Oeste) | 16,2 km            | 16,2 km            | Pavimentado |
| Rio Santana                              | 8,7 km             | 24,9 km            | Pavimentado |
| Barra Grande                             | 2,7 km             | 27,6 km            | Pavimentado |
| Entroncamento PR-180 (Francisco Beltrão) | 19,0 km            | 46,6 km            | Pavimentado |

Extensão pavimentada: 46,6 km (100,00%)
Extensão duplicada: 0,0 km (0,00%)